# NHL Entry Draft 2003
Der NHL Entry Draft 2003, die jährliche Talentziehung der National Hockey League, fand am 21. und 22. Juni 2003 im Gaylord Entertainment Center im US-amerikanischen Nashville im Bundesstaat Tennessee statt.
Es wurden 292 Spieler in neun Runden gezogen. Zum zweiten Mal in der Draftgeschichte wurde mit Marc-André Fleury ein Torwart mit dem ersten Pick ausgewählt. 19 Spieler, die in der ersten Runde gedraftet wurden, schafften in den ersten beiden möglichen Spielzeiten mehr als 50 Pflichtspiele in der NHL zu bestreiten.

## Draftergebnis
| Pick     | Spieler                     | Land               | NHL-Team                                          | College-/ Junioren-/ Profi-Team              |
| 1. Runde | 1. Runde                    | 1. Runde           | 1. Runde                                          | 1. Runde                                     |
| -------- | --------------------------- | ------------------ | ------------------------------------------------- | -------------------------------------------- |
| 1.       | Marc-André Fleury (G)       | Kanada             | Pittsburgh Penguins                               | Cape Breton Screaming Eagles (QMJHL)         |
| 2.       | Eric Staal (C)              | Kanada             | Carolina Hurricanes                               | Peterborough Petes (OHL)                     |
| 3.       | Nathan Horton (RW)          | Kanada             | Florida Panthers                                  | Oshawa Generals (WHL)                        |
| 4.       | Nikolai Scherdew (RW)       | Russland           | Columbus Blue Jackets                             | HK ZSKA Moskau                               |
| 5.       | Thomas Vanek (LW)           | Osterreich         | Buffalo Sabres                                    | University of Minnesota (WCHA)               |
| 6.       | Milan Michálek (LW)         | Tschechien         | San Jose Sharks                                   | HC České Budějovice                          |
| 7.       | Ryan Suter (D)              | Vereinigte Staaten | Nashville Predators                               | USA Hockey National Team Development Program |
| 8.       | Braydon Coburn (D)          | Kanada             | Atlanta Thrashers                                 | Portland Winter Hawks (WHL)                  |
| 9.       | Dion Phaneuf (D)            | Kanada             | Calgary Flames                                    | Red Deer Rebels (WHL)                        |
| 10.      | Andrej Kaszizyn (RW)        | Belarus 1995       | Montréal Canadiens                                | HK ZSKA Moskau                               |
| 11.      | Jeff Carter (C)             | Kanada             | Philadelphia Flyers                               | Sault Ste. Marie Greyhounds (OHL)            |
| 12.      | Hugh Jessiman (RW)          | Vereinigte Staaten | New York Rangers                                  | Dartmouth College (ECAC)                     |
| 13.      | Dustin Brown (RW)           | Vereinigte Staaten | Los Angeles Kings                                 | Guelph Storm (OHL)                           |
| 14.      | Brent Seabrook (D)          | Kanada             | Chicago Blackhawks                                | Lethbridge Hurricanes (WHL)                  |
| 15.      | Robert Nilsson (C)          | Schweden           | New York Islanders                                | Leksands IF                                  |
| 16.      | Steve Bernier (RW)          | Kanada             | San Jose Sharks                                   | Moncton Wildcats (QMJHL)                     |
| 17.      | Zach Parise (C)             | Vereinigte Staaten | New Jersey Devils                                 | University of North Dakota (WCHA)            |
| 18.      | Eric Fehr (RW)              | Kanada             | Washington Capitals                               | Brandon Wheat Kings (WHL)                    |
| 19.      | Ryan Getzlaf (C)            | Kanada             | Mighty Ducks of Anaheim                           | Calgary Hitmen (WHL)                         |
| 20.      | Brent Burns (RW)            | Kanada             | Minnesota Wild                                    | Brampton Battalion (OHL)                     |
| 21.      | Mark Stuart (D)             | Vereinigte Staaten | Boston Bruins                                     | Colorado College (WCHA)                      |
| 22.      | Marc-Antoine Pouliot (C)    | Kanada             | Edmonton Oilers (von den St. Louis Blues)         | Océanic de Rimouski (QMJHL)                  |
| 23.      | Ryan Kesler (C)             | Vereinigte Staaten | Vancouver Canucks                                 | Ohio State University (NCAA)                 |
| 24.      | Mike Richards (C)           | Kanada             | Philadelphia Flyers                               | Kitchener Rangers (OHL)                      |
| 25.      | Anthony Stewart (RW)        | Kanada             | Florida Panthers (von den Tampa Bay Lightning)    | Kingston Frontenacs (OHL)                    |
| 26.      | Brian Boyle (C)             | Vereinigte Staaten | Los Angeles Kings (von der Colorado Avalanche)    | St. Sebastian’s (USHS)                       |
| 27.      | Jeff Tambellini (LW)        | Kanada             | Los Angeles Kings (von den Detroit Red Wings)     | University of Michigan (NCAA)                |
| 28.      | Corey Perry (RW)            | Kanada             | Mighty Ducks of Anaheim                           | London Knights (OHL)                         |
| 29.      | Patrick Eaves (RW)          | Vereinigte Staaten | Ottawa Senators                                   | Boston College (NCAA)                        |
| 30.      | Shawn Belle (D)             | Kanada             | St. Louis Blues (von den New Jersey Devils)       | Tri-City Americans (WHL)                     |
| 2. Runde |                             |                    |                                                   |                                              |
| 31.      | Danny Richmond (RW)         | Vereinigte Staaten | Carolina Hurricanes                               | University of Michigan (NCAA)                |
| 32.      | Ryan Stone (C)              | Kanada             | Pittsburgh Penguins                               | Brandon Wheat Kings (WHL)                    |
| 33.      | Loui Eriksson (LW)          | Schweden           | Dallas Stars                                      | Västra Frölunda HC                           |
| 34.      | Mike Egener (D)             | Deutschland        | Tampa Bay Lightning (von den Florida Panthers)    | Calgary Hitmen (WHL)                         |
| 35.      | Konstantin Glasatschow (RW) | Russland           | Nashville Predators                               | Lokomotive Jaroslawl                         |
| 36.      | Vojtěch Polák (RW)          | Tschechien         | Dallas Stars (von den San Jose Sharks)            | HC Energie Karlovy Vary                      |
| 37.      | Kevin Klein (D)             | Kanada             | Nashville Predators                               | Toronto St. Michael’s Majors (OHL)           |
| 38.      | Kamil Kreps (C)             | Tschechien         | Florida Panthers (von den Atlanta Thrashers)      | Brampton Battalion (OHL)                     |
| 39.      | Tim Ramholt (D)             | Schweiz            | Calgary Flames                                    | ZSC Lions                                    |
| 40.      | Cory Urquhart (C)           | Kanada             | Montreal Canadiens                                | Montreal Rocket (QMJHL)                      |
| 41.      | Matt Smaby (D)              | Kanada             | Tampa Bay Lightning                               | Shattuck St. Mary’s (USHS)                   |
| 42.      | Petr Vrána (C)              | Tschechien         | New Jersey Devils                                 | Halifax Mooseheads (QMJHL)                   |
| 43.      | Josh Hennessy (C)           | Vereinigte Staaten | San Jose Sharks                                   | Québec Remparts (QMJHL)                      |
| 44.      | Konstantin Puschkarjow (RW) | Kasachstan         | Los Angeles Kings                                 | Kaszink-Torpedo Ust-Kamenogorsk              |
| 45.      | Patrice Bergeron (C)        | Kanada             | Boston Bruins                                     | Acadie-Bathurst Titan (QMJHL)                |
| 46.      | Dan Fritsche (C)            | Vereinigte Staaten | Columbus Blue Jackets                             | Sarnia Sting (OHL)                           |
| 47.      | Matt Carle (D)              | Vereinigte Staaten | San Jose Sharks                                   | River City Lancers (USHL)                    |
| 49.      | Shea Weber (D)              | Kanada             | Nashville Predators                               | Kelowna Rockets (WHL)                        |
| 50.      | Ivan Baranka (D)            | Tschechien         | New York Rangers                                  | HK Spartak Dubnica                           |
| 52.      | Corey Crawford (G)          | Kanada             | Chicago Blackhawks                                | Moncton Wildcats (QMJHL)                     |
| 54.      | B. J. Crombeen (RW)         | Vereinigte Staaten | Dallas Stars                                      | Barrie Colts (OHL)                           |
| 55.      | Stefan Meyer (LW)           | Kanada             | Florida Panthers                                  | Medicine Hat Tigers (WHL)                    |
| 56.      | Patrick O’Sullivan (C)      | Vereinigte Staaten | Minnesota Wild                                    | Mississauga IceDogs (OHL)                    |
| 58.      | Jeremy Colliton (C)         | Kanada             | New York Islanders                                | Prince Albert Raiders (WHL)                  |
| 59.      | Michal Barinka (D)          | Tschechien         | Chicago Blackhawks                                | HC České Budějovice                          |
| 61.      | Maxim Lapierre (C)          | Kanada             | Montréal Canadiens                                | Montréal Rocket (QMJHL)                      |
| 62.      | David Backes (RW)           | Vereinigte Staaten | St. Louis Blues                                   | Lincoln Stars (USHL)                         |
| 64.      | Jimmy Howard (G)            | Vereinigte Staaten | Detroit Red Wings                                 | University of Maine (NCAA)                   |
| 66.      | Masi Marjamäki (LW)         | Finnland           | Boston Bruins                                     | Red Deer Rebels                              |
| 67.      | Igor Mirnow (D)             | Russland           | Ottawa Senators                                   | HK Dynamo Moskau                             |
| 68.      | Jean-François Jacques (LW)  | Kanada             | Edmonton Oilers                                   | Baie-Comeau Drakkar (QMJHL)                  |
| 3. Runde |                             |                    |                                                   |                                              |
| 69.      | Colin Fraser (C)            | Kanada             | Philadelphia Flyers                               | Red Deer Rebels (WHL)                        |
| 70.      | Jonathan Filewich (RW)      | Kanada             | Pittsburgh Penguins                               | Prince George Cougars (WHL)                  |
| 71.      | Dmitri Kosmatschow (D)      | Russland           | Columbus Blue Jackets                             | HK ZSKA Moskau                               |
| 72.      | Michail Schukow (C)         | Russland           | Edmonton Oilers                                   | IFK Arboga IK                                |
| 73.      | Daniel Carcillo (LW)        | Kanada             | Pittsburgh Penguins (von den Florida Panthers)    | Sarnia Sting (OHL)                           |
| 74.      | Clarke MacArthur (C)        | Kanada             | Buffalo Sabres                                    | Medicine Hat Tigers (WHL)                    |
| 75.      | Ken Roche (C)               | Vereinigte Staaten | New York Rangers (von den San Jose Sharks)        | St. Sebastian’s (USHS)                       |
| 76.      | Richard Stehlík (D)         | Slowakei           | Nashville Predators                               | Sherbrooke Castors (QMJHL)                   |
| 77.      | Tyler Redenbach (LW)        | Kanada             | Phoenix Coyotes (von den Atlanta Thrashers)       | Swift Current Broncos (WHL)                  |
| 78.      | Danny Irmen (C)             | Vereinigte Staaten | Minnesota Wild (von den Calgary Flames)           | Lincoln Stars (USHL)                         |
| 79.      | Ryan O’Byrne (D)            | Kanada             | Montreal Canadiens                                | Cornell University (ECAC)                    |
| 80.      | Dmitri Pestunow (C)         | Kasachstan         | Phoenix Coyotes                                   | Metallurg Magnitogorsk                       |
| 81.      | Štefan Ružička (RW)         | Slowakei           | Philadelphia Flyers                               | HKm Nitra                                    |
| 82.      | Ryan Munce (G)              | Kanada             | Los Angeles Kings                                 | Sarnia Sting (OHL)                           |
| 83.      | Stephen Werner (RW)         | Vereinigte Staaten | Washington Capitals (von den Chicago Blackhawks)  | University of Massachusetts (NCAA)           |
| 84.      | Konstantin Barulin (G)      | Russland           | St. Louis Blues                                   | Gasowik Tjumen                               |
| 85.      | Alexandre Picard (D)        | Kanada             | Philadelphia Flyers                               | Halifax Mooseheads (QMJHL)                   |
| 86.      | Shane Hynes (RW)            | Kanada             | Mighty Ducks of Anaheim (von den Boston Bruins)   | Cornell University (NCAA)                    |
| 87.      | Ryan Potulny (C)            | Vereinigte Staaten | Philadelphia Flyers (von den Edmonton Oilers)     | Lincoln Stars (USHL)                         |
| 88.      | Zack Fitzgerald (D)         | Vereinigte Staaten | St. Louis Blues                                   | Seattle Thunderbirds (WHL)                   |
| 89.      | Paul Brown (RW)             | Kanada             | Nashville Predators (von den Washington Capitals) | Kamloops Blazers (WHL)                       |
| 90.      | Juha Alén (D)               | Finnland           | Mighty Ducks of Anaheim                           | Northern Michigan University (NCAA)          |
| 91.      | Martin Šagát (LW)           | Slowakei           | Toronto Maple Leafs (von den Minnesota Wild)      | HC Dukla Trenčín                             |
| 92.      | Alexander Sulzer (D)        | Deutschland        | Nashville Predators                               | Hamburg Freezers                             |
| 93.      | Iwan Chomutow (C)           | Russland           | New Jersey Devils (von den St. Louis Blues)       | Kristall Elektrostal                         |
| 94.      | Zack Stortini (RW)          | Kanada             | Edmonton Oilers (von den Vancouver Canucks)       | Sudbury Wolves (OHL)                         |
| 95.      | Rick Kozak (RW)             | Kanada             | Philadelphia Flyers                               | Brandon Wheat Kings (WHL)                    |
| 96.      | Jonathan Boutin (G)         | Kanada             | Tampa Bay Lightning                               | Halifax Mooseheads (QMJHL)                   |
| 97.      | Ryan Donally (LW)           | Kanada             | Calgary Flames (von den Colorado Avalanche)       | Windsor Spitfires (OHL)                      |
| 98.      | Grigori Schafigulin (C)     | Russland           | Nashville Predators                               | Lokomotive Jaroslawl                         |
| 99.      | Matt Nickerson (D)          | Vereinigte Staaten | Dallas Stars                                      | Texas Tornado (NAHL)                         |
| 100.     | Philippe Seydoux (D)        | Schweiz            | Ottawa Senators                                   | Kloten Flyers                                |
| 101.     | Kanstanzin Sacharau (F)     | Belarus 1995       | St. Louis Blues (von den New Jersey Devils)       | HK Junost Minsk                              |
| 4. Runde |                             |                    |                                                   |                                              |
| 104.     | Philippe Dupuis (C)         | Kanada             | Columbus Blue Jackets                             | Hull Olympiques (QMJHL)                      |
| 105.     | Martin Lojek (D)            | Tschechien         | Florida Panthers                                  | Brampton Battalion                           |
| 106.     | Jan Hejda (D)               | Tschechien         | Buffalo Sabres                                    | HC Slavia Prag                               |
| 107.     | Byron Bitz (RW)             | Kanada             | Boston Bruins                                     | Nanaimo Clippers (BCHL)                      |
| 108.     | Kevin Romy (RW)             | Schweiz            | Philadelphia Flyers                               | HC Servette Genève                           |
| 112.     | Jamie Tardif (C)            | Kanada             | Calgary Flames                                    | Peterborough Petes (OHL)                     |
| 113.     | Corey Locke (D)             | Kanada             | Montréal Canadiens                                | Ottawa 67’s (OHL)                            |
| 114.     | Denis Jeschow (D)           | Russland           | Buffalo Sabres                                    | HK Lada Toljatti                             |
| 116.     | Guillaume Desbiens (RW)     | Kanada             | Atlanta Thrashers                                 | Huskies de Rouyn-Noranda (QMJHL)             |
| 121.     | Paul Bissonnette (D)        | Kanada             | Pittsburgh Penguins                               | Saginaw Spirit (OHL)                         |
| 125.     | Konstantin Wolkow (RW)      | Russland           | Toronto Maple Leafs                               | HK Dynamo Moskau                             |
| 127.     | Alexandre Bolduc (C)        | Kanada             | St. Louis Blues                                   | Huskies de Rouyn-Noranda (QMJHL)             |
| 129.     | Patrik Valčák (LW)          | Tschechien         | Boston Bruins                                     | HC Poruba                                    |
| 132.     | Kyle Quincey (D)            | Kanada             | Detroit Red Wings                                 | London Knights (OHL)                         |
| 5. Runde |                             |                    |                                                   |                                              |
| 137.     | Tyson Strachan (D)          | Kanada             | Carolina Hurricanes                               | Vernon Vipers (BCHL)                         |
| 139.     | Patrick Ehelechner (G)      | Deutschland        | San Jose Sharks                                   | Hannover Scorpions                           |
| 144.     | Eero Kilpeläinen (G)        | Finnland           | Dallas Stars                                      | Kalevan Pallo                                |
| 145.     | Brett Sterling (D)          | Vereinigte Staaten | Atlanta Thrashers                                 | Colorado College (WCHA)                      |
| 148.     | Lee Stempniak (RW)          | Vereinigte Staaten | St. Louis Blues                                   | Dartmouth College (ECAC)                     |
| 149.     | Nigel Dawes (LW)            | Kanada             | New York Rangers                                  | Kootenay Ice (WHL)                           |
| 151.     | Lasse Kukkonen (D)          | Finnland           | Chicago Blackhawks                                | Kärpät Oulu                                  |
| 157.     | Marcin Kolusz (FW)          | Polen              | Minnesota Wild                                    | Podhale Nowy Targ                            |
| 158.     | John Mitchell (C)           | Kanada             | Toronto Maple Leafs                               | Plymouth Whalers (OHL)                       |
| 163.     | Brad Richardson (C)         | Kanada             | Colorado Avalanche                                | Owen Sound Attack (OHL)                      |
| 164.     | Ryan Oulahen (C)            | Kanada             | Detroit Red Wings                                 | Brampton Battalion (OHL)                     |
| 166.     | Sergei Gimajew (D)          | Russland           | Ottawa Senators                                   | Sewerstal Tscherepowez                       |
| 6. Runde |                             |                    |                                                   |                                              |
| 168.     | Marc Methot (D)             | Kanada             | Columbus Blue Jackets                             | London Knights (OHL)                         |
| 172.     | Pawel Woroschnin (D)        | Russland           | Buffalo Sabres                                    | Mississauga IceDogs (OHL)                    |
| 174.     | Esa Pirnes (C)              | Finnland           | Los Angeles Kings                                 | Tappara Tampere                              |
| 176.     | Ivan Dornič (C)             | Slowakei           | New York Rangers                                  | HC Slovan Bratislava                         |
| 179.     | Philippe Furrer (D)         | Schweiz            | New York Rangers                                  | SC Bern                                      |
| 182.     | Bruno Gervais (D)           | Kanada             | New York Islanders                                | Acadie-Bathurst Titan (QMJHL)                |
| 183.     | Nate Thompson (C)           | Kanada             | Boston Bruins                                     | Seattle Thunderbirds (WHL)                   |
| 185.     | Francis Wathier (LW)        | Kanada             | Dallas Stars                                      | Hull Olympiques (QMJHL)                      |
| 186.     | Drew Miller (F)             | Vereinigte Staaten | Mighty Ducks of Anaheim                           | River City Lancers (USHL)                    |
| 195.     | Drew Bagnall (D)            | Kanada             | Dallas Stars                                      | Battlefords North Stars (SJHL)               |
| 7. Runde |                             |                    |                                                   |                                              |
| 198.     | Shay Stephenson (LW)        | Kanada             | Carolina Hurricanes                               | Red Deer Rebels (WHL)                        |
| 200.     | Alexander Guskow (D)        | Russland           | Columbus Blue Jackets                             | Lokomotive Jaroslawl                         |
| 202.     | Nathan Paetsch (D)          | Kanada             | Buffalo Sabres                                    | Moose Jaw Warriors (WHL)                     |
| 205.     | Joe Pavelski (C)            | Vereinigte Staaten | San Jose Sharks                                   | Waterloo Black Hawks (USHL)                  |
| 207.     | Georgi Mischarin (D)        | Russland           | Minnesota Wild                                    | HK ZSKA Moskau                               |
| 208.     | Randall Gelech (RW)         | Kanada             | Phoenix Coyotes                                   | Kelowna Rockets                              |
| 210.     | Andrei Muchatschow (D)      | Russland           | Nashville Predators                               | HK ZSKA Moskau                               |
| 214.     | Kyle Brodziak (C)           | Kanada             | Edmonton Oilers                                   | Moose Jaw Warriors (WHL)                     |
| 216.     | Kai Hospelt (F)             | Deutschland        | San Jose Sharks                                   | Kölner Haie                                  |
| 219.     | Adam Courchaine (C)         | Kanada             | Minnesota Wild                                    | Vancouver Giants (WHL)                       |
| 220.     | Jeremy Williams (RW)        | Kanada             | Toronto Maple Leafs                               | Swift Current Broncos (WHL)                  |
| 221.     | Jewgeni Skatschkow (LW)     | Russland           | St. Louis Blues                                   | HK ZSKA Moskau                               |
| 8. Runde |                             |                    |                                                   |                                              |
| 234.     | Petr Kadlec (F)             | Tschechien         | Florida Panthers                                  | HC Slavia Prag                               |
| 239.     | Tobias Enström (D)          | Schweden           | Atlanta Thrashers                                 | MoDo Hockey Örnsköldsvik                     |
| 242.     | Eduard Lewandowski (LW)     | Deutschland        | Phoenix Coyotes                                   | Kölner Haie                                  |
| 243.     | Jan Marek (F)               | Tschechien         | New York Rangers                                  | HC Oceláři Třinec                            |
| 245.     | Dustin Byfuglien (D)        | Vereinigte Staaten | Chicago Blackhawks                                | Prince George Cougars (WHL)                  |
| 246.     | Igor Wolkow (LW)            | Russland           | New York Islanders                                | Salawat Julajew Ufa                          |
| 248.     | Josef Hrabal (D)            | Tschechien         | Edmonton Oilers                                   | HC Vsetín                                    |
| 250.     | Shane O’Brien (D)           | Kanada             | Mighty Ducks of Anaheim                           | Toronto St. Michael’s Majors (OHL)           |
| 253.     | Andrei Perwyschin (D)       | Russland           | St. Louis Blues                                   | Lokomotive Jaroslawl                         |
| 254.     | Nathan McIver (D)           | Kanada             | Vancouver Canucks                                 | Toronto St. Michael’s Majors (OHL)           |
| 9. Runde |                             |                    |                                                   |                                              |
| 263.     | Matt Moulson (LW)           | Kanada             | Pittsburgh Penguins                               | Cornell University (ECAC)                    |
| 265.     | Tanner Glass (LW)           | Kanada             | Florida Panthers                                  | Nanaimo Clippers (BCHL)                      |
| 268.     | Lauris Dārziņš (RW/LW)      | Lettland           | Nashville Predators                               | Rauman Lukko                                 |
| 271.     | Jaroslav Halák (G)          | Slowakei           | Canadiens de Montréal                             | HC Slovan Bratislava                         |
| 273.     | Albert Wischnjakow (LW)     | Russland           | Tampa Bay Lightning                               | Ak Bars Kasan                                |
| 278.     | Troy Bodie (LW)             | Kanada             | Edmonton Oilers                                   | Kelowna Rockets (WHL)                        |
| 282.     | Chris Porter (LW)           | Kanada             | Chicago Blackhawks                                | Lincoln Stars (USHL)                         |
| 287.     | Nick Tarnasky (C)           | Kanada             | Tampa Bay Lightning                               | Lethbridge Hurricanes (WHL)                  |
| 288.     | David Jones (D)             | Kanada             | Colorado Avalanche                                | Coquitlam Express (BCHL)                     |
| 290.     | Loïc Burkhalter (C)         | Schweiz            | Phoenix Coyotes                                   | HC Ambrì-Piotta                              |
| 291.     | Brian Elliott (G)           | Kanada             | Ottawa Senators                                   | Ajax Axemen (OPJHL)                          |
| 292.     | Arseni Bondarew (LW)        | Russland           | New Jersey Devils                                 | Lokomotive Jaroslawl                         |